# Nikita Vitiúgov
Nikita Kiríllovitx Vitiúgov (en rus: Никита Кириллович Витюгов); (nascut el 4 de febrer de 1987 a Sant Petersburg) és un jugador d'escacs rus, que té el títol de Gran Mestre des de 2006.
A la llista d'Elo de la FIDE del desembre de 2021, hi tenia un Elo de 2731 punts, cosa que en feia el jugador número 4 (en actiu) de Rússia, i el 19è millor jugador del rànquing mundial. El seu màxim Elo va ser de 2747 punts, a la llista de març de 2014 (posició 17 al rànquing mundial).

## Resultats destacats en competició
El 2005 Vitiúgov fou subcampió d'Europa Sub-18, i Campió de Rússia Sub-18. El 2006 va ser subcampió del Campionat del món juvenil a Erevan, subcampió de Rússia Sub-20, i fou 11è a la Superfinal del Campionat de Rússia absolut.
El 2007 fou novament subcampió del Campionat de Rússia Sub-20, i fou 4t a la Superfinal del Campionat de Rússia absolut. El 2008 fou quart a les superfinals del Campionat de Rússia, i empatà al primer lloc amb Borís Sàvtxenko al torneig de Rønne. El 2009 fou tercer a la Superfinal del Campionat de Rússia, rere Aleksandr Grisxuk i Piotr Svídler. Fou membre de l'equip rus que va guanyar la medalla d'or al Campionat del món per equips celebrat el 2009 a Bursa, on, com a segon suplent, va puntuar un 91,7% (+5 =1 -0), i va guanyar a més la medalla d'or individual al seu tauler. El 2011, empatà als llocs 1r-3r amb Ievgueni Tomaixevski i Le Quang Liem a l'Aeroflot Open.
Entre l'agost i el setembre de 2011 participà en la Copa del món de 2011, a Khanti-Mansisk, un torneig del cicle classificatori pel Campionat del món de 2013, i hi va tenir una raonable actuació; avançà fins a la tercera ronda, quan fou eliminat per Vladímir Potkin (1½-2½).
El gener de 2013 va guanyar el fort Torneig Tradewise Gibraltar Chess 2013-Masters, amb vuit punts, per davant de Maxime Vachier-Lagrave, Sandipan Chanda i Nigel Short.
Entre abril i maig de 2013 participà en el fort Memorial Alekhine, i hi empatà als llocs 4t a 8è, amb 4½/9 punts.
L'agost de 2013 participà en la Copa del Món de 2013, on va tenir una actuació regular, i arribà a la tercera ronda, on fou eliminat per Aleksandr Morozévitx 3½-4½.
L'octubre de 2019 fou vuitè al fort Gran Torneig Suís de la FIDE de 2019 a l'Illa de Man (el campió fou Wang Hao).
El febrer de 2020 va competir al Festival Internacional d'Escacs de Praga, un torneig round-robin de categoria XIX amb deu jugadors, i hi acabà sisè, amb 4.5/9 (el campió fou Alireza Firouzja).

## Llibres
- Nikita Vitiugov. The French Defence.  Chess Stars, 2010. ISBN 978-95-4878-276-0.